# آشپزی رومانیایی

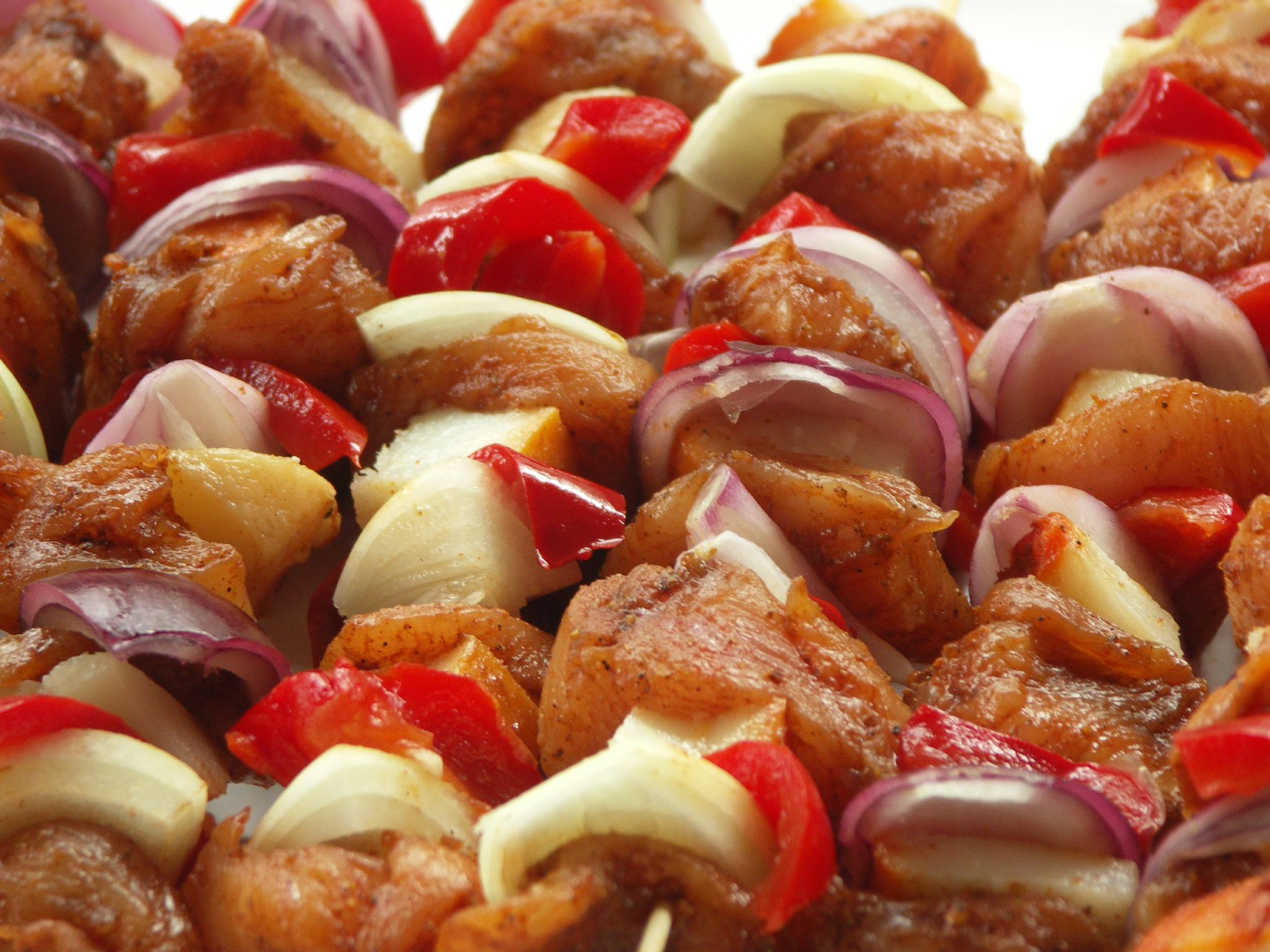
فریگاری

آشپزی رومانیایی آمیزه گوناگونی از غذاهای مختلفی از چند سنت و رسوم می‌باشد که با آنها در ارتباط بوده است، ولی در عین حال ویژگی مختص به خود را حفظ نموده است. به‌طور عمده تحت تأثیر آشپزی ترکیه و برخی آشپزی اروپایی به ویژه از بالکان، یا آشپزی مجارستانی و نیز عوامل پخت و پز ناشی از آشپزی‌های اروپای مرکزی قرار داشته است.
آشپزی رومانیایی، غذاهای مختص روزهای تعطیل متعدد را دربرگرفته است و به خاطر اینکه ریشه اعیاد مربوط به کلیسای ارتدکس شرقی می‌باشد، با توجه به فصل و روزهای عید مورد اشاره، این غذاها در نظر گرفته می‌شوند. غذاهای رومانیایی شامل سبزیجات، غلات، میوه، عسل، شیر، محصولات لبنی، گوشت و مواد غذایی حاصل از شکار می‌باشد.
انواع زیاد متفاوتی از غذاها در دسترس هستند، که گاهی تحت یک اصطلاح نام برده می‌شوند، به عنوان نمونه گروه شوربا طیف گسترده‌ای از سوپ‌ها هستند که دارای ویژگی مزه ترش می‌باشند. گونه‌ها شامل سوپ گوشت و سبزیجات، سیرابی (سوپ سیرابی) و سوپ پاچهٔ گوساله، یا سوپ ماهی، که تمام آنها با لیموترش دارای مزهٔ ترش گردیده‌اند، آب کلم ترش (zeamă de varză)، سرکه، یا بورش (به‌طور سنتی از سبوس تهیه شده است) می‌باشند. گروه țuică (برندی آلو) نام یک نوشیدنی تقطیری قوی در رومانی است.